# Julius Becker
Julius Becker (Freiberg, 5 de febrer de 1811 - Radeberg, 26 de febrer de 1859) fou un compositor i musicògraf alemany.
En la seva ciutat natal feu els primers estudis literaris i musicals que després va anar a completar a Leipzig (1835), entrant al mateix temps en la Gaceta Musical, fundada per Schumann, i de la que va arribar a ésser un dels primers redactors.
Posteriorment es dedicà a l'ensenyança del cant i la composició. Entre les seves obres figuren l'òpera El setge de Belgrad (1848), el coral Das Zigeunerleben, una simfonia a gran orquestra, lieder, duets, cors, etc.. en àdhuc a les seves obres de caràcter didàctic i crític, cal citar: Die Neuromantiker (Leipzig, 1840), Harmonie Lehre für Dielettanten, Briefe an eine Dame (1844), Männer-Gesangschule (1845), i una traducció alemanya del Voyage en Allemagne, de Berlioz.